# Acalolepta mixta
Acalolepta mixta är en skalbaggsart som först beskrevs av Hope 1841.  Acalolepta mixta ingår i släktet Acalolepta och familjen långhorningar. Inga underarter finns listade i Catalogue of Life.